# Play (film, 2005)
Pour les articles homonymes, voir Play.
Pour plus de détails, voir Fiche technique et Distribution.
Play est un film franco-argento-chilien réalisé par Alicia Scherson et sorti en 2007.

## Fiche technique
- Titre : Play
- Réalisation : Alicia Scherson
- Scénario : Alicia Scherson
- Photographie : Ricardo DeAngelis
- Décors : Sebastián Muñoz
- Son : Miguel Hormazábal
- Montage : Soledad Salfate
- Production : Parox - Morocha Films - La Ventura - Paraïso Productions - Providencia
- Pays :  France -  Argentine -  Chili
- Durée : 105 minutes
- Date de sortie : France - 11 avril 2007

## Distribution
- Viviana Herrera
- Andres Ulloa
- Aline Küppenheim
- Coca Guazzini
- Juan Pablo Quezada

## Distinctions
- Festival du film de Tribeca 2005 : meilleur nouveau réalisateur[1]
- Festival des trois continents 2005 : prix du public[2]
- Festival international du film de femmes de Salé 2006 : grand prix[3]